# Österreichische Alpine Skimeisterschaften 2018
Die Österreichischen Alpinen Skimeisterschaften 2018 fanden von 20. bis 27. März 2018 in Saalbach-Hinterglemm im Land Salzburg sowie auf der Reiteralm und in Ramsau am Dachstein in der Steiermark statt. Die Rennen waren zumeist international besetzt, um die Österreichische Meisterschaft fuhren jedoch nur die österreichischen Teilnehmer. Die alpine Kombination wurde nicht ausgetragen.

## Herren

### Abfahrt
| Platz | Name              | Zeit        |
| ----- | ----------------- | ----------- |
| 01    | Otmar Striedinger | 1:19,52 min |
| 02    | Max Franz         | 1:19,54 min |
| 03    | Sebastian Arzt    | 1:19,63 min |
| 04    | Romed Baumann     | 1:19,64 min |
| 05    | Matthias Mayer    | 1:19,70 min |
| 06    | Daniel Danklmaier | 1:19,82 min |
| 07    | Christian Walder  | 1:20,00 min |
| 08    | Stefan Babinsky   | 1:20,30 min |
| 09    | Marco Schwarz     | 1:20,37 min |
| 10    | Stefan Rieser     | 1:20,41 min |

Datum: 23. März 2018

Ort: Hinterglemm

Piste: Schneekristall/Zwölfer

Start: 1697 m, Ziel: 1060 m

Höhendifferenz: 637 m

Tore: 29

### Super-G
| Platz | Name                   | Zeit        |
| ----- | ---------------------- | ----------- |
| 01    | Vincent Kriechmayr     | 1:09,68 min |
| 02    | Maximilian Lahnsteiner | 1:09,79 min |
| 03    | Daniel Hemetsberger    | 1:09,96 min |
| 04    | Christopher Neumayer   | 1:10,07 min |
| 05    | Max Franz              | 1:10,12 min |
| 06    | Thomas Mayrpeter       | 1:10,13 min |
| 07    | Sebastian Arzt         | 1:10,14 min |
| 08    | Daniel Danklmaier      | 1:10,15 min |
| 09    | Marco Schwarz          | 1:10,25 min |
| 10    | Michael Offenhauser    | 1:10,26 min |

Datum: 21. März 2018

Ort: Hinterglemm

Piste: Schneekristall/Zwölfer

Start: 1542 m, Ziel: 1060 m

Höhendifferenz: 482 m

Tore: 37

### Riesenslalom
| Platz | Name                | Zeit        |
| ----- | ------------------- | ----------- |
| 01    | Manuel Feller       | 2:11,24 min |
| 02    | Johannes Strolz     | 2:12,42 min |
| 03    | Marco Schwarz       | 2:12,59 min |
| 04    | Patrick Feurstein   | 2:12,62 min |
| 05    | Magnus Walch        | 2:12,65 min |
| 06    | Cédric Noger (SUI)  | 2:12,82 min |
| 07    | Linus Straßer (GER) | 2:13,57 min |
| 08    | Mathias Graf        | 2:13,90 min |
| 09    | Marcel Mathis       | 2:13,91 min |
| 10    | Semyel Bissig (SUI) | 2:14,06 min |

Datum: 27. März 2018

Ort: Reiteralm

Start: 1186 m, Ziel: 798 m

Höhendifferenz: 388 m

Tore 1. Lauf: 47, Tore 2. Lauf: 47

### Slalom
| Platz | Name                     | Zeit        |
| ----- | ------------------------ | ----------- |
| 01    | Michael Matt             | 1:38,80 min |
| 02    | Marco Schwarz            | 1:38,99 min |
| 03    | Johannes Strolz          | 1:39,45 min |
| 04    | Sebastian Holzmann (GER) | 1:40,75 min |
| 05    | Dominik Raschner         | 1:41,07 min |
| 06    | Richard Leitgeb          | 1:41,52 min |
| 07    | Adrian Pertl             | 1:41,62 min |
| 08    | Semyel Bissig (SUI)      | 1:41,77 min |
| 09    | Fabian Zeiringer         | 1:41,82 min |
| 10    | Istok Rodeš (CRO)        | 1:42,00 min |

Datum: 26. März 2018

Ort: Ramsau am Dachstein

Start: 1370 m, Ziel: 1194 m

Höhendifferenz: 176 m

Tore 1. Lauf: 63, Tore 2. Lauf: 57

### Kombination
Nicht ausgetragen.

## Damen

### Abfahrt
| Platz | Name                | Zeit        |
| ----- | ------------------- | ----------- |
| 01    | Christine Scheyer   | 1:21,88 min |
| 02    | Ramona Siebenhofer  | 1:21,93 min |
| 03    | Ariane Rädler       | 1:22,75 min |
| 04    | Stephanie Venier    | 1:22,80 min |
| 05    | Nicole Schmidhofer  | 1:23,09 min |
| 06    | Elisabeth Kappaurer | 1:23,24 min |
| 07    | Nina Ortlieb        | 1:23,30 min |
| 08    | Julia Eder          | 1:23,86 min |
| 09    | Tamara Tippler      | 1:23,91 min |
| 10    | Johanna Greber      | 1:24,15 min |

Datum: 20. März 2018

Ort: Hinterglemm

Piste: Schneekristall/Zwölfer

Start: 1697 m, Ziel: 1060 m

Höhendifferenz: 637 m

Tore: 28

### Super-G
| Platz | Name                  | Zeit        |
| ----- | --------------------- | ----------- |
| 01    | Ricarda Haaser        | 1:15,51 min |
| 02    | Tamara Tippler        | 1:15,86 min |
| 03    | Michelle Niederwieser | 1:16,01 min |
| 04    | Nina Ortlieb          | 1:16,04 min |
| 05    | Elisabeth Kappaurer   | 1:16,06 min |
| 06    | Michaela Heider       | 1:16,14 min |
| 07    | Ramona Siebenhofer    | 1:16,36 min |
| 08    | Elisabeth Reisinger   | 1:16,55 min |
| 09    | Julia Scheib          | 1:16,61 min |
| 10    | Christine Scheyer     | 1:16,65 min |
| 10    | Ariane Rädler         | 1:16,65 min |

Datum: 21. März 2018

Ort: Hinterglemm

Piste: Schneekristall/Zwölfer

Start: 1542 m, Ziel: 1060 m

Höhendifferenz: 482 m

Tore: 37

### Riesenslalom
| Platz | Name                          | Zeit        |
| ----- | ----------------------------- | ----------- |
| 01    | Elisabeth Kappaurer           | 2:19,77 min |
| 02    | Ricarda Haaser                | 2:19,82 min |
| 03    | Elisa Mörzinger               | 2:20,40 min |
| 04    | Adriana Jelinkova (NED)       | 2:20,80 min |
| 05    | Maryna Gąsienica-Daniel (POL) | 2:21,08 min |
| 06    | Katharina Truppe              | 2:21,28 min |
| 07    | Christine Scheyer             | 2:21,35 min |
| 08    | Veronique Hronek (GER)        | 2:21,46 min |
| 09    | Katharina Gallhuber           | 2:21,82 min |
| 10    | Ariane Rädler                 | 2:22,00 min |

Datum: 26. März 2018

Ort: Reiteralm

Start: 1186 m, Ziel: 798 m

Höhendifferenz: 388 m

Tore 1. Lauf: 50, Tore 2. Lauf: 50

### Slalom
| Platz | Name                    | Zeit        |
| ----- | ----------------------- | ----------- |
| 01    | Bernadette Schild       | 1:38,75 min |
| 02    | Hannah Köck             | 1:39,12 min |
| 03    | Katharina Truppe        | 1:39,95 min |
| 04    | Katharina Huber         | 1:40,02 min |
| 05    | Marie-Therese Sporer    | 1:40,87 min |
| 06    | Adriana Jelinkova (NED) | 1:40,99 min |
| 07    | Michaela Dygruber       | 1:41,59 min |
| 08    | Jessica Hilzinger (GER) | 1:41,76 min |
| 09    | Charlie Guest (GBR)     | 1:42,44 min |
| 10    | Bernadette Lorenz       | 1:42,61 min |

Datum: 27. März 2018

Ort: Ramsau am Dachstein

Start: 1370 m, Ziel: 1194 m

Höhendifferenz: 176 m

Tore 1. Lauf: 54, Tore 2. Lauf: 60

### Kombination
Nicht ausgetragen.